# ロッテ葛西ゴルフ
ロッテ葛西ゴルフ（ロッテかさいゴルフ）は、東京都江戸川区臨海町にあるゴルフ練習場。1993年に開業。ロッテグループの不動産事業企業ロッテ不動産が運営する。

## 概要

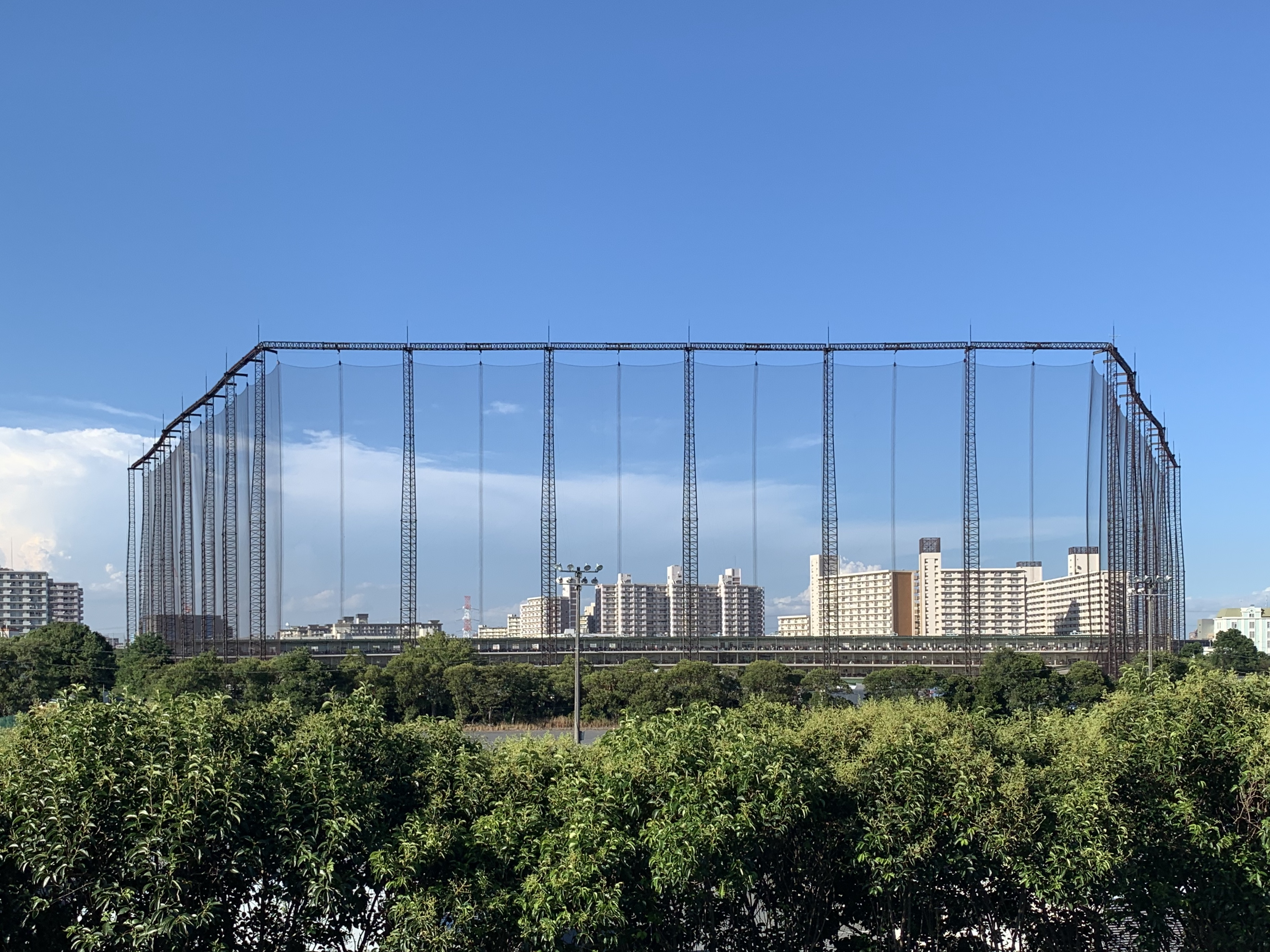
ロッテ葛西ゴルフ全景

東京都内最大級となる250ヤード、300打席を構えるゴルフ練習場である。都心からのアクセスが良く好立地で、かつ24時間営業であるため、多くの利用者が訪れる。ドラマ等の撮影にも利用される。
元来この地は、ロッテが複合施設のロッテワールドを建設するために所有した。ロッテワールド建設までの暫定利用として、1993年にロッテ葛西ゴルフを開業したが、ロッテワールド建設計画が凍結し、ゴルフ練習場として人気を得ていたことから、ゴルフ練習場として継続する。
2014年から2015年にかけて、ICカードシステムの導入やフェアウェイ全面張替え、椅子、テーブル、バック立て入替など全面リニューアルした。

## ロッテワールド東京計画
ロッテ創業者の重光武雄は、かねてより室内遊園地を中心とした複合施設の建設を目指し、用地としてこの地を買収した。
1993年2月に、本格的な「ロッテワールド東京」の建設計画を発表した。長らく関係諸機関と協議を重ね、1997年8月に再び江戸川区議会へ計画内容を説明して東京都と江戸川区から合意を得て、1998年2月に概要を発表した。1999年1月にまとめた計画は、直径300 mのドームからなるテーマミュージアムと高さ210 mのホテルに商業施設を中心とした複合施設で、2003年の開業を目指した。アセスメントまで実施したが、近隣で東京ディズニーシーなど競合して2000年頃に計画を凍結し、着工していない。並行した韓国の計画は、1989年にソウル特別市でロッテワールドとして開業した。

## アクセス
- 京葉線 葛西臨海公園駅から徒歩15分。
- 東京メトロ東西線 西葛西駅より都営バス葛西臨海公園駅前行き（西葛20乙）または臨海車庫行き（臨海22）で6分、「臨海町三丁目」停留所前。
- 首都高速湾岸線 葛西出入口より車で2分。